# تداعی افتراقی
تداعی افتراقی (به انگلیسی: Differential association) در جرم‌شناسی نظریه‌ای است که توسط ادوین ساترلند (۱۳ اوت ۱۸۸۳-۱۱ اکتبر ۱۹۵۰) جامعه‌شناس آمریکایی ارائه شده‌است که از طریق تعامل با دیگران، افراد ارزش‌ها، نگرش‌ها، تکنیک‌ها و انگیزش‌های رفتار مجرمانه را می‌آموزند.
بیشترین بحث نظریه تداعی افتراقی در مورد نظریه‌های یادگیری انحراف است. این نظریه بر چگونگی یادگیری افراد برای تبدیل شدن به بزهکار تمرکز می‌کند ولی به این موضوع توجهی ندارد که چرا آنها مجرم می‌شوند. نظریه یادگیری ارتباط نزدیکی با دیدگاه کنش متقابل‌گرایی دارد ولی به دلیل اینکه تعامل‌گرایی بر ایجاد مرزها در جامعه و ادراک افراد از آن تمرکز دارد، چنین تلقی نمی‌شود. نظریه یادگیری، رویکردی اثبات‌گرایانه در نظر گرفته می‌شود زیرا بر کنش‌های خاص تمرکز می‌کند، برخلاف موقعیت ذهنی‌تر تأثیرات اجتماعی بر هویت فرد و اینکه چگونه آنها ممکن است مجبور به عمل شوند، آنان یاد می‌گیرند چگونه مرتکب اعمال مجرمانه گردند. آنها انگیزه‌ها‌، عقلانیت و نگرش‌ها را یاد می‌گیرند. این یادگیری سبب می‌شود، از نظر اجتماعی، ارتکاب جرم برای افراد آسان‌تر گردد. الهام‌بخش آنها فرایندهای انتقال و ساخت فرهنگی است. ساترلند ایده «خود» را به عنوان یک ساخت‌گرایی اجتماعی توسعه داده بود، مانند زمانی که تصویر از خود شخص به‌طور مداوم در حال بازسازی است، به ویژه هنگام تعامل با افراد دیگر.
نظریه‌های پدیدارشناسی و روش‌شناسی مردمی نیز مردم را تشویق کردند تا در مورد قطعیت دانش بحث کنند و تجربیات روزمره خود را با استفاده از روش‌های شاخص‌گرایی معنا کنند. مردم زندگی خود را با ارجاع به تجربیات خود تعریف می‌کنند و سپس آن تعاریف را تعمیم می‌دهند تا چارچوب مرجعی برای تصمیم‌گیری در مورد اقدامات آینده ارائه کنند. از منظر پژوهشگران، یک آزمودنی در صورت اشتغال به کار نسبت به بیکار، اگر در یک خانواده حامی یا مورد آزار و اذیت والدین یا نزدیکان فرد قرار گیرد، جهان را بسیار متفاوت می‌بیند. با این حال، افراد ممکن است بسته به اینکه چگونه تجربه آنها را مستعد تعریف محیط کنونی خود می‌کند، به یک موقعیت متفاوت پاسخ دهند.
تداعی افتراقی پیش‌بینی می‌کند زمانی که توازن تعاریف قانون‌شکنی از تعاریف قانون‌مداری فراتر رود، یک فرد مسیر جنایی را انتخاب می‌کند. اگر تداعی اجتماعی افراد فعالی را در زندگی فرد فراهم کند، این تمایل تقویت می‌شود. در اوایل زندگی چون فرد تحت تأثیر افراد دارای موقعیت بالای گروه قرار می‌گیرد، احتمال بیشتری وجود دارد که فرد راه آنها را دنبال کند. این انکار نمی‌کند که ممکن است انگیزه‌های عملی برای جرم وجود داشته باشد. اگر انسان احساس گرسنگی کند ولی پول نداشته باشد، وسوسه دزدی وجود دارد اما استفاده از «نیازها» و «ارزش‌ها» مبهم است. افراد غیر مجرم و مجرم تا حد زیادی به دلیل نیاز به پول و منافع اجتماعی برانگیخته می‌شوند.

## نظریه تداعی افتراقی ساترلند
نکات مهم اصول نظریه تداعی افتراقی ساترلند:
1. رفتار مجرمانه از افراد دیگر آموخته می‌شود.
2. رفتار مجرمانه در تعامل با افراد دیگر در یک فرایند ارتباطی آموخته می‌شود.
3. بخش اصلی یادگیری رفتار مجرمانه در گروه‌های شخصی صمیمی رخ می‌دهد.
4. هنگامی که رفتار مجرمانه آموخته می‌شود، یادگیری شامل می‌شود: الف) فنون ارتکاب جرم که گاهی بسیار پیچیده و گاهی ساده است. ب) جهت خاص انگیزه‌ها، عقلانیت و نگرش‌ها.
5. جهت خاص انگیزه‌ها و نگرش‌ها از تعاریف قوانین حقوقی به عنوان مطلوب یا نامطلوب آموخته می‌شود.
6. شخص به دلیل افراط در تعاریف مساعد نقض قانون نسبت به تعاریف نامطلوب برای نقض قانون بزهکار می‌شود.
7. ارتباط‌های افتراقی ممکن است در فرکانس، مدت، اولویت و شدت متفاوت باشد.
8. فرایند یادگیری رفتار مجرمانه از طریق همراهی با الگوهای جنایی و ضد جنایی شامل تمام سازوکارهایی است که در هر یادگیری دیگر دخیل است.
9. رفتار مجرمانه در حالی که بیان نیازها و ارزش‌های کلی است، با آن نیازها و ارزش‌ها تبیین نمی‌شود، زیرا رفتار غیرمجرمانه بیان همان نیازها و ارزش‌هاست.

## تبیین
کیفیت مهم نظریه تداعی افتراقی به فراوانی و شدت تعامل مربوط می‌شود. مدت زمانی که یک فرد در معرض یک تعریف خاص قرار می‌گیرد و اینکه در چه مقطعی تعامل آغاز شده‌است، هر دو برای تبیین فعالیت مجرمانه بسیار مهم هستند. فرایند یادگیری رفتار مجرمانه در واقع هیچ تفاوتی با فرایند یادگیری هر نوع رفتار دیگری ندارد. ساترلند باورمند است که هیچ فرایند یادگیری منحصربه‌فردی در ارتباط با دستیابی به روش‌های غیر هنجاری رفتار وجود ندارد.
یکی از جنبه‌های منحصربه‌فرد این نظریه آنست که این نظریه بیشتر بزهکاری و جنایات نوجوانانی را توضیح می‌دهد که توسط افراد طبقه پایین مرتکب شده‌اند. از آنجایی که جرم به عنوان رفتار آموخته شده شناخته می‌شود، این نظریه در مورد جرم یقه سفید، شرکتی و سازمان‌یافته نیز قابل استفاده است.

## نقد
یکی از انتقاداتی که علیه این نظریه وارد می‌شود به این ایده مربوط می‌گردد که افراد می‌توانند کنشگرانی مستقل، منطقی و دارای انگیزه فردی باشند. این تصور از مجرم بودن فرد بر اساس محیط خود مشکل‌ساز است. این نظریه ویژگی‌های شخصیتی را که ممکن است بر حساسیت فرد به این تأثیرات محیطی تأثیر بگذارد، در نظر نمی‌گیرد.